# Rally de La Coruña

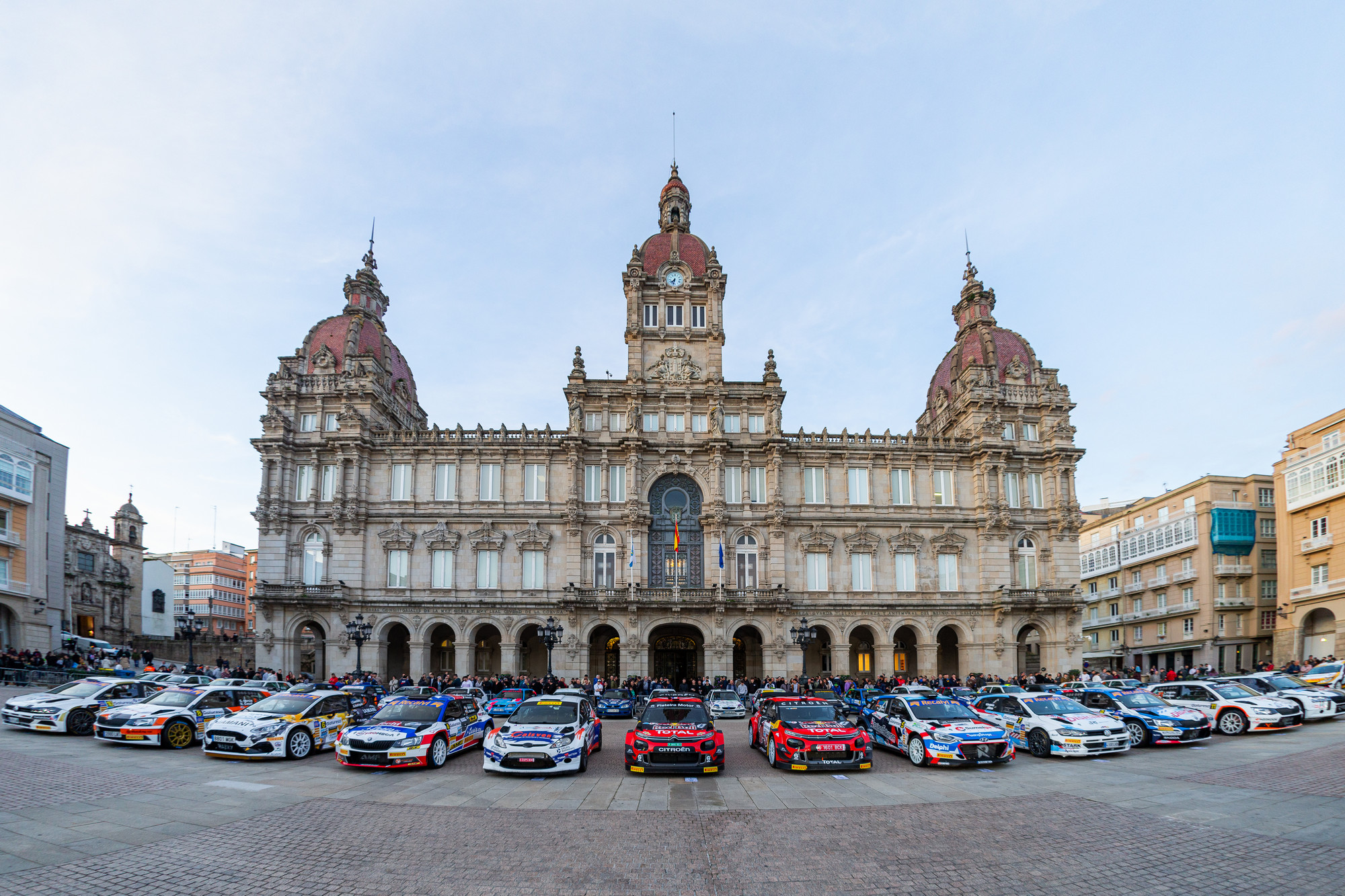
Hasta 3 WRC y 8 vehículos R5/Rally2 tomaron la salida en 2024

El Rally de La Coruña es el nombre genérico con el que se conocen varias pruebas de rally que se disputan en la ciudad homónima desde el año 1967. Tanto el nombre como sus ediciones han creado mucha confusión debido a que los distintos organizadores llevaron por su cuenta el número de ediciones y sus sobrenombres. En sus primeros años también fue conocido como Rally Rías Altas y era organizada por la Escudería Centollo de manera intermitente; en 1983 la Escudería Coruña empezó a organizar el Critérium Mora Renault que hasta 1986 coincidió con el Rally de La Coruña (puntuable este para el Campeonato gallego). En 1987 el Critérium pasó a llamarse Rally Ciudad de Cristal que por tres años más (1988, 1989 y 1990) coincidió de nuevo con el Rally de La Coruña. A partir de 1991 tan solo se organizó una sola prueba en la ciudad, con el nombre de 9º Rallye Ciudad de La Coruña, al tener en cuenta las ediciones del Ciudad de Cristal en lugar de las 18º que llevaba la otra prueba. Ese mismo año la prueba entró en el calendario de la Copa de España y al año siguiente en el Campeonato de España de Rally. En 1997 formó parte del Campeonato de Europa de Rally hasta 2001. Luego de unos años de parón la Escudería One Seven recuperó la prueba incluyéndola en el certamen gallego.

## Historia

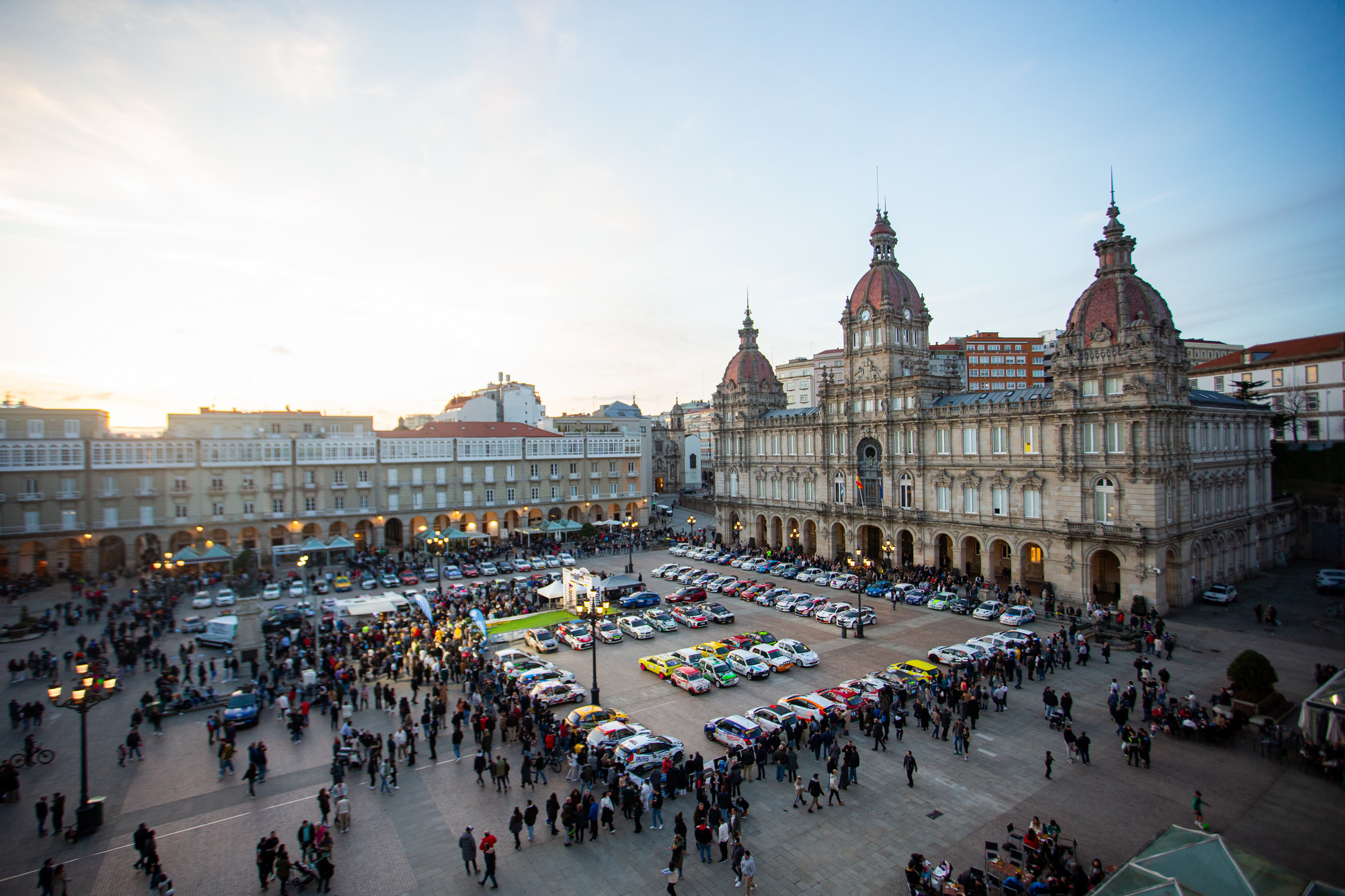
La Plaza de María Pita ha acogido el parque cerrado durante muchas ediciones.

### Primeros años
Las primeras competiciones a motor en La Coruña comenzaron en los años cincuenta y se trataban de pruebas de motos a cargo del Moto Club Coruña. La primera prueba automovilística que se disputó fue el IV Rallye Nacional del RACE en 1956, que a pesar de comenzar y finalizar en Madrid pasaba por La Coruña. Pese a todo habría que esperar hasta el 29 de mayo de 1966 para el Moto Club Coruña celebrase el primer rally exclusivamente de automóviles, el 1º Rallye de Primavera.
Tras la fundación en 1966 de la Escudería Centollo, proceden un año después a disputar el I Rallye de La Coruña con el sobrenombre de Rías Altas. Desde aquella se celebró el Rallye de La Coruña de forma continuada hasta 1973, año en el que inexplicablemente no se disputó la séptima edición. En 1976 se retomó con el salto de la séptima edición y sin el sobrenombre de Rías Altas, y aunque en 1977 no se disputó, en 1978 volvería como parte del campeonato Gallego.
En 1986 se suspendió la prueba tras un accidente mortal acontecido en el primer tramo en el que falleció un aficionado que estaba grabando el rally; debido al poco kilometraje disputado y en respeto a la víctima y sus familiares no se declaró ningún vencedor. Por motivos económicos no se celebró en 1987 y se retomó por última vez en 1988.
Cabe decir que la Escudería Centollo también fue organizadora de pruebas, entre muchas otras, como la Vuelta a Santa Cruz o el notorio Gran Premio de Riazor, este último varias veces puntuable para el Campeonato de España de Velocidad. Por otro lado estaba Escudería La Coruña organizando pruebas como el Campeonato de La Coruña de Velocidad, la Subida a Caaveiro del Campeonato de España de Montaña, o el Rallye de Los Pazos, cuya segunda edición fue el primer rally del primer Campeonato Gallego de la historia, allá por 1975.
En 1990 y ante la falta de iniciativas de la Escudería Centollo de continuar con el rally, la agrupación Senra Sport utilizó dicho nombre para poder ocupar su fecha reservada. Este rally se disputaría en los concellos de Muros, Carnota, Vimianzo y Dumbría; y posteriormente sería conocido como Rali 1000 Vistas.
Pero lo realmente importante empezó en 1983 con el 1º Critérium Mora Renault. Su tercera edición pasaría a ser parte de la Copa de España de Rallyes, una segunda división del Campeonato de España, manteniendo su estatus en años posteriores a pesar de cambiarse el nombre a Rallye Ciudad de Cristal, en honor al apodo de la ciudad donde se disputaba, y en 1991 a Rallye Ciudad de La Coruña con los derechos de utilización de dicho nombre cedidos por la Escudería Centollo, que más tarde se simplificaría a Rallye Internacional de La Coruña o simplemente Rallye de La Coruña.

### Campeonato de Europa
En 1993, celebrando el año Xacobeo, Escudería la Coruña consigue que el rally entre por primera vez en el Campeonato de España, con la responsabilidad de ser la última prueba y la que iba a decidir al campeón. Tras la pre-inspección en 1996, se accede al Campeonato de Europa aumentando el coeficiente, valor que le otorgaba la FIA a cada prueba, a 5 en los últimos años. Durante esta época cada año se iba incrementando la presencia internacional con pilotos británicos, belgas y portugueses principalmente, pero también con peruanos, uruguayos, franceses, italianos y andorranos. Basaba su epicentro en la Plaza de María Pita, escenario del Parque Cerrado de todas las ediciones salvo de una, acompañado por un recorrido habitualmente formado por los míticos tramos de Doroña, Monfero, Villozás, Aranga, Meirama y Soandres, a los que se iban sumando otros ubicados hacia las comarcas de Ferrol y de Bergantiños; dotándolo de más kilómetros cronometrados.
A pesar de todo el esfuerzo puesto por la organización y aunque para el 2002 el rally iba a ser de coeficiente 10 debido a su gran nivel, no se pudo celebrar la siguiente edición por problemas económicos. Escudería La Coruña no desistiría en su intento de resucitar el rally, de hecho lo calendó infructuosamente en 2009 para una pre-inspección nacional con el objetivo de traer el Mundial de Rallys a Galicia, ante las dudas de la continuidad del Cataluña, y con el apoyo de Luis Moya.

### Regreso
Por otro lado la entidad One Seven también lo intentaría recuperar, pero la primera edición se celebraría en el concello de Carral, sin acercarse por el de La Coruña; por eso mismo el rally fue inicialmente llamado Rali One Seven
pero pasó a llamarse Rally de La Coruña por su atractivo publicitario. Desgraciadamente esta edición sería recordada por su fatídico accidente mortal en el que siete espectadores perdieron la vida; convirtiéndose en la peor tragedia en la historia del deporte español. A pesar de todo se retomó dos años después, esta vez sí, en el concello de La Coruña, como el autodenominado Rally de La Coruña, a pesar de seguir sin contar con los derechos de utilización del nombre y ediciones de la Escudería La Coruña.

## Palmarés
| Año  | Nombre                                                        | Piloto                | Copiloto            | Automóvil               | Series          |        |
| ---- | ------------------------------------------------------------- | --------------------- | ------------------- | ----------------------- | --------------- | ------ |
| 1967 | 1.º Rallye de La Coruña                                       | Jorge de Bagration    | Emilio Sanjurjo     | Lancia Fulvia HF        |                 | [ 5 ]  |
| 1968 | 2.º Rallye de La Coruña                                       | Estanislao Reverter   |                     | Lancia Fulvia           | España          | [ 23 ] |
| 1969 | 3.º Rallye de La Coruña                                       | Santiago Salido       |                     | R-8 Gordini             |                 | [ 24 ] |
| 1970 | 4.º Rallye de La Coruña                                       | Eladio Doncel         | Conde               | Porsche 911 RS          |                 | [ 25 ] |
| 1971 | 5.º Rallye de La Coruña                                       | Santiago Salido       |                     | Alpine 1300 S           |                 | [ 26 ] |
| 1972 | 6.º Rallye de La Coruña                                       | Santiago Salido       | R. Pena             | Alpine 1300 S           |                 | [ 27 ] |
| 1976 | 8.º Rallye de La Coruña                                       | «Peitos»              | A. Colemán          | Seat 1430 FU            |                 | [ 6 ]  |
| 1978 | 9.º Rallye Ciudad de La Coruña "I Memorial José Larrea Pérez" | Pablo de Sousa        | L. M. Sanz          | Ford Escort             | Galicia         | [ 28 ] |
| 1980 | 10.º Rallye de La Coruña                                      | Miguel Martínez       | J. L. González      | Alpine 1800             | Galicia         | [ 29 ] |
| 1981 | 11.º Rallye de La Coruña                                      | Miguel Martínez       | J. L. González      | Porsche 911 SC          | Galicia         | [ 30 ] |
| 1982 | 12.º Rallye de La Coruña - Mora Renault                       | Luis Barrio           | R. Barcia           | Seat 124 2000           | Galicia         | [ 31 ] |
| 1983 | 13.º Rallye de La Coruña                                      | Luis Barrio           | R. Barcia           | Seat 124 2000           | Galicia         | [ 32 ] |
| 1983 | 1.º Critérium Mora                                            | «Peitos»              | J. Salgueiro        | Porsche 911 SC          |                 |        |
| 1984 | 14.º Rallye de La Coruña                                      | Carlos Piñeiro        | Julio Orozco        | Porsche 911 SC          | Galicia         | [ 33 ] |
| 1984 | 2.º Critérium Mora                                            | Carlos Piñeiro        | Julio Orozco        | Porsche 911 SC          |                 |        |
| 1985 | 15.º Rallye de La Coruña - Leyma                              | "Peitos"              | J. Salgueiro        | Alfa Romeo 2.5 GTV      | Galicia         | [ 34 ] |
| 1985 | 3º Critérium Mora                                             | Carlos Piñeiro        | José Orozco         | Porsche 911 SC/RS       |                 |        |
| 1986 | 16.º Rallye Leyma Ciudad de La Coruña                         | Sin ganadores         | Sin ganadores       |                         | Galicia         | [ 36 ] |
| 1986 | 4.º Critérium Calvo                                           | Jesús Puras           | José Arrarte        | Renault 5 Turbo         |                 |        |
| 1987 | 5.º Rallye Ciudad Cristal                                     | Fernando Brizuela     | Saguillo            | Renault 5 Turbo         |                 |        |
| 1988 | 17.º Rallye TECAM La Coruña                                   | Germán Castrillón     | J. M. Domínguez     | Renault 5 GT Turbo      | Galicia         | [ 37 ] |
| 1988 | 6.º Rallye Ciudad Cristal                                     | Marc Etchebers        | Humberto González   | Porsche 911 SC-RS       |                 |        |
| 1989 | 7.º Rallye Ciudad Cristal                                     | Daniel Alonso         | Salvador Belzunces  | Ford Sierra RS Cosworth |                 |        |
| 1990 | 18.º Rali de La Coruña                                        | Germán Castrillón     | Estrella Castrillón | Ford Sierra RS Cosworth | Galicia, Copa   |        |
| 1990 | 8.º Rallye Ciudad Cristal                                     | Germán Castrillón     | Estrella Castrillón | Ford Sierra RS Cosworth |                 |        |
| 1991 | 9.º Rallye Ciudad de La Coruña                                | Daniel Alonso         | Salvador Belzunces  | Ford Sierra RS Cosworth | Galicia, Copa   | [ 38 ] |
| 1992 | 10.º Rally Ciudad de La Coruña                                | Germán Castrillón     | Estrella Castrillón | Ford Sierra RS Cosworth | Galicia, Copa   | [ 39 ] |
| 1993 | 11.º Rally Ciudad de La Coruña                                | Josep María Bardolet  | Quin Muntada        | Opel Astra GSI 16v      | Galicia, España | [ 40 ] |
| 1994 | 12.º Rally Ciudad de La Coruña                                | Jaime Azcona          | Julius Billmaer     | Peugeot 106 Rallye      | Galicia, España | [ 41 ] |
| 1995 | 13.º Rally Ciudad de La Coruña                                | Miguel Martínez-Conde | Felipe Alonso       | Renault Clio Williams   | Galicia, España | [ 42 ] |
| 1996 | 14.º Rally Internacional Ciudad de La Coruña                  | Luis Climent          | José Antonio Muñoz  | Citroën ZX 16V          | Galicia, España | [ 43 ] |
| 1997 | 15.º Rally Internacional de La Coruña                         | Luis Climent          | Alex Romaní         | Renault Mégane Maxi     | España, ERC     | [ 15 ] |
| 1998 | 16.º Rally Internacional de La Coruña                         | Manuel Muniente       | José Vicente Medina | Peugeot 306 Maxi        | España, ERC     | [ 44 ] |
| 1999 | 17.º Rally Internacional de La Coruña                         | Luis Monzón           | José Carlos Déniz   | Peugeot 306 Maxi        | España, ERC     | [ 45 ] |
| 2000 | 18.º Rally Internacional de La Coruña                         | Salvador Cañellas Jr. | Carlos del Barrio   | SEAT Córdoba WRC        | España, ERC     | [ 46 ] |
| 2001 | 19.º Rally Internacional de La Coruña                         | Luís Monzón           | José Carlos Déniz   | Peugeot 206 WRC         | España, ERC     | [ 47 ] |
| 2015 | 20.º Rally de La Coruña                                       | Iván Ares             | Álvaro Bañobre      | Porsche 997             | Galicia         |        |
| 2017 | 21.º Rally de La Coruña                                       | Víctor Senra          | David Vázquez Liste | Ford Fiesta R5          | Galicia         |        |
| 2018 | 22.º Rally de La Coruña                                       | Iván Ares             | José Antonio Pintor | Hyundai i20 R5          | Galicia         |        |
| 2019 | 23.º Rally de La Coruña                                       | Iván Ares             | José Antonio Pintor | Hyundai i20 R5          | Galicia         |        |
| 2020 | 24.º Rally de La Coruña                                       | Víctor Senra          | David Vázquez Liste | Škoda Fabia R5 evo      | Galicia         |        |
| 2021 | 25.º Rally de La Coruña                                       | Víctor Senra          | David Vázquez Liste | Škoda Fabia Rally2 evo  | Galicia         |        |
| 2022 | 26.º Rally de La Coruña                                       | Iván Ares             | David Vázquez Liste | Hyundai i20 N Rally2    | Galicia         |        |
| 2023 | 27.º Rally de La Coruña                                       | Víctor Senra          | David Vázquez Liste | Citroën C3 WRC          | Galicia         |        |
| 2024 | 28º Rallye de A Coruña                                        | Víctor Senra          | José Murado         | Citroën C3 WRC          | Galicia         |        |
| 2025 | 29° Rallye de A Coruña                                        | Víctor Senra          | Paula Ramos         | Hyundai i20 WRC         | Galicia         |        |